# Der var en Gang
Der var en Gang er en dansk stumfilm fra 1916, der er instrueret af Axel Breidahl efter manuskript af Lilly Zeidner. Filmen er baseret på Holger Drachmanns skuespil af samme navn fra 1885. Ifølge programmet medvirkede der mere end 300 børn samt Tivoligarden, og hovedpersonerne var begge 4 år gamle.

## Handling
Denne artikel mangler et handlingsreferat. Hjælp os med at skrive det.